# Königsschloss Przemyśl
Das Königsschloss Przemyśl (Zamek Królewski w Przemyśl oder Zamek Kazimierzowski w Przemyśl) befindet sich in Przemyśl, Powiat Przemyski in der Woiwodschaft Karpatenvorland, Polen.

## Lage
Das Schloss liegt im äußersten Osten der Woiwodschaft und gehört historisch zu Rotruthenien. Przemyśl war bereits zu Zeiten der Kiewer Rus ein wichtiger Grenzort zwischen Polen und der Rus. 1018 fiel es an das Königreich Polen, als König Boleslaus der Tapfere das Rotburgenland besetzte. Doch bereits 1031 fiel es wieder an die Kiewer Rus und kam erst 1340 wieder an das Königreich Polen. Es wurde unter Kasimir dem Großen königlicher Regierungssitz.

## Geschichte

### Palatium
Bereits nach 1018 errichtete Boleslaus ein Palatium mit einer Rotunde auf dem Burgberg. Hierbei handelte es sich um den ersten Steinbau im heutigen Südostpolen. Die Baumeister kamen höchstwahrscheinlich aus dem Heiligen Römischen Reich. Der Bau enthielt ähnlich wie bei den Palatien in Posen, Gnesen, Giecz oder Ostrów Lednicki Wohnräume für den Monarchen, einen Repräsentationssaal sowie eine Kapelle in Form einer Rotunde. Nachdem Przemyśl wieder an die Kiewer Rus gekommen war, wurde das Palatium zerstört. Seine Fundamente sind jedoch im Innenhof der Burg deutlich sichtbar. Es entstand eine Holzburg der ruthenischen Fürsten.

### Königsschloss
Nachdem Kasimir das Rotburgenland wieder an das Königreich Polen angeschlossen hatte, begann er um 1340 mit dem Bau einer steinernen Burg im gotischen Stil auf dem Burgberg. Von dieser Burg ist unter anderem das gotische Haupttor erhalten. Die Burg wurde 1498 beim Einfall der Walachen beschädigt. In den Jahren von 1514 bis 1553 ließ Piotr Kmita Sobieński die Burg zu einem Renaissance-Schloss ausbauen. Insbesondere ließ er an den vier Ecken Rundbasteien errichten, von denen zwei bis zum heutigen Tag erhalten sind. In den Jahren von 1616 bis 1633 barockisierte Galeazzo Appiani für Marcin Krasicki das Schloss. 1678 wurde das Schloss von Marcin Kazimierz Kątski mit einer neuen Waffenkammer versehen. Zwischen 1759 und 1762 ließ der damalige Starost von Przemyśl und später König von Polen-Litauen Stanislaus II. August Poniatowski das Schloss verkleinern, und zwei der Basteien abtragen. Auch zwischen 1865 und 1867 wurden weitere Teile des Schlosses abgetragen. 1884 zog das Theater Fredreum auf das Schloss. Ende des 20. Jahrhunderts wurden die verbliebenen Teile des Schlosses restauriert und die Fundamente des Palatiums freigelegt. Heute befindet sich ein Kulturinstitut im Schloss.

## Nachweise
- K. Stala: Uwagi w kontekście ostatnich odkryć w rotundzie i palatium na Wzgórzu Zamkowym w Przemyślu, Wiadomości Konserwatorskie 25/2009